# جمامة
جمامة (بالصومالية: Jamaame)‏ مدينة صومالية إستراتيجية، تابعة لإقليم جوبا السفلى. وتبعد عن العاصمة الصومالية حوالي 450كم جنوباً. عدد سكانها حوالي 190 ألف نسمة، سكانها صوماليون اكثرهم من عشيرة در وخاصة بيمال (قبيلة) وبعض العرب الذين هاجروا من اليمن، والأقليات من البانتو الذين يعيشون ويعملون في مزارع على طول نهر جوبا.
ويستند أساس اقتصاد المدينة على الأراضى الخصبة الزراعية الوفيرة، وبها نهران. وبشكل أكثر تحديدا تزرع الموز والقطن والفول السوداني وتصدّر تلك المنتجات الزراعية عبر ميناء كيسمايو.